# برهمنبریا-۳
برهمنبریا-۳ (به لاتین: Brahmanbaria-3) یک منطقهٔ مسکونی در بنگلادش است که در ناحیه برهمن‌بریه واقع شده‌است.